# Supercopter
Supercopter (Airwolf) est une série télévisée américaine créée par Donald P. Bellisario, diffusée entre le 22 janvier 1984 et le 29 mars 1986 sur le réseau CBS puis, entre le 23 janvier 1987 et le 7 août 1987, sur USA Network.
En France, la série a été diffusée à partir du 21 avril 1986 dans l'émission À fond la caisse sur La Cinq : 4 saisons de 1986 à 1990 ; la saison 4 est diffusée jusqu'en 1992 (et la mort de la chaîne privée). 
Rediffusions en France sur M6 (3 saisons), Série Club, TF6, RTL9, 13e Rue, Virgin 17 et le 1er avril 2019 et en 2025 sur Paris Première. 
Diffusion des 4 saisons au Luxembourg sur RTL Télévision à partir de mars 1984 et jusqu'à début 1993. 
Diffusion en Belgique de 1984 à 1995 sur la RTBF et RTL-TVI puis de 1995 à 2008 sur Club RTL et Plug TV. 
Diffusion en Suisse sur la TSR de 1986 à 2004 des 3 saisons et du 1er épisode de la saison 4 (celui avec Jan-Michael Vincent).

## Synopsis

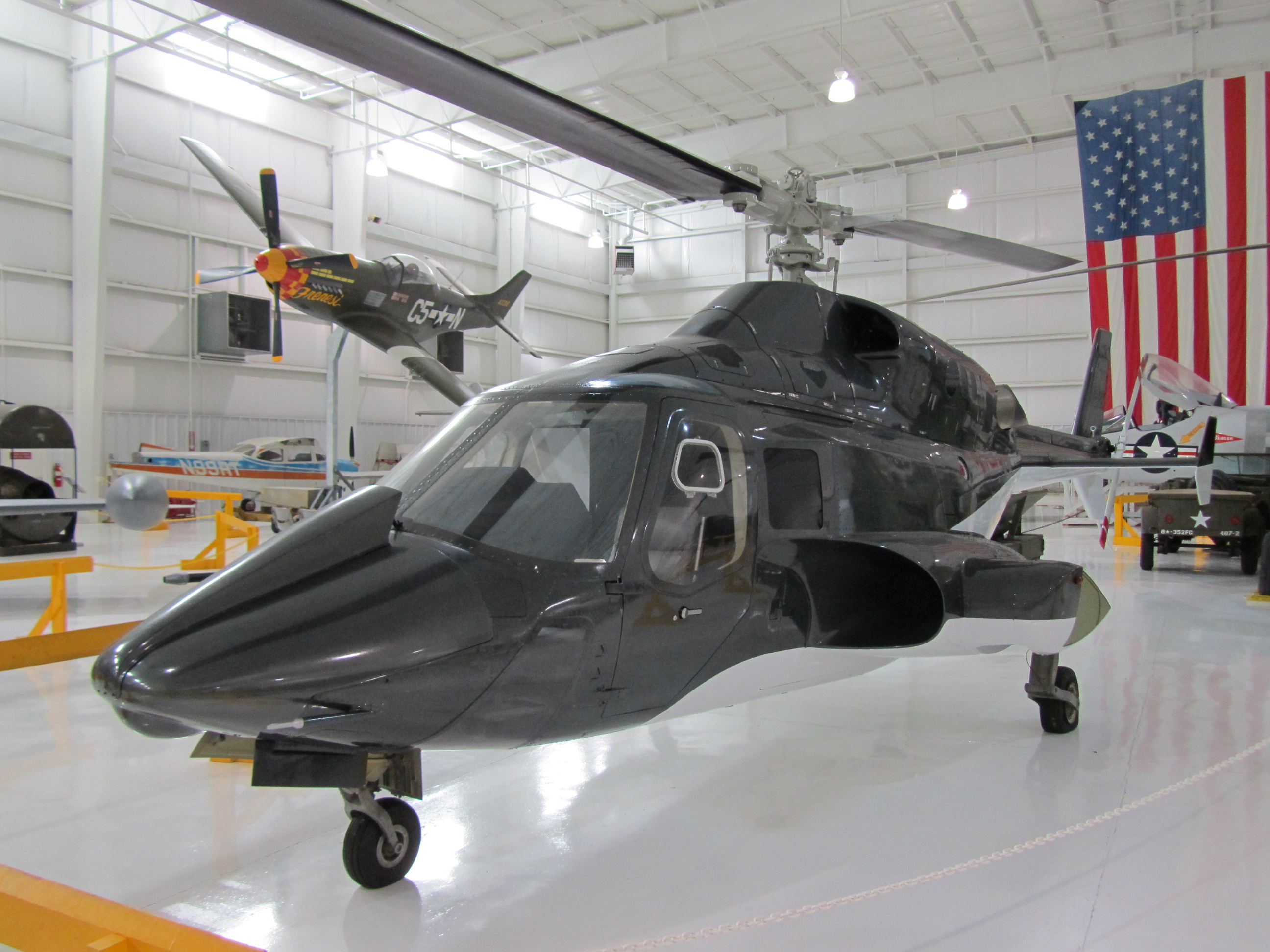
Réplique en taille réelle de Supercopter, sur la base d'un hélicoptère Bell 222 (musée de l’aviation de Sevierville, Tennessee).

Springfellow Hawke (« Stringfellow » en version originale), un ancien pilote de chasse de l'US Air Force et vétéran de la Guerre du Vietnam, est un solitaire qui vit dans une cabane au milieu des montagnes, avec pour seule compagnie son chien Ted. Il possède une collection de tableaux de maîtres d'une valeur inestimable, héritage de sa famille ainsi qu'un violoncelle fabriqué par le célèbre facteur d'instrument Stradivarius, dont il joue de temps à autre. Son seul ami est Dominic Santini, le patron d'une compagnie d'hélicoptères, la « Santini Air », spécialisée dans les cascades de films hollywoodiens. Santini, lui aussi un ancien de l'US Air Force (vétéran de la Seconde Guerre mondiale, qu'il a faite aux côtés du père de Hawke), a appris le pilotage à Springfellow.
Hawke participe comme pilote d'essai au projet Supercopter, un prototype unique d'hélicoptère militaire capable d'atteindre des vitesses supersoniques. Construit par la « F.I.R.M. » (ou « l'Agence » en VF), une société proche de la CIA, l'appareil est volé par son créateur, le docteur Charles Henry Moffet, qui veut le revendre à la Libye. Hawke est alors appelé par un dénommé Archangel qui dirige l'Agence, pour retrouver Supercopter.
Hawke, aidé de Santini, récupère finalement l'appareil mais refuse de le rendre, le cachant dans un volcan éteint de la vallée des Dieux. Les deux compères accomplissent alors des missions ponctuelles pour l'Agence. En échange, cette dernière doit aider Hawke à retrouver son frère, Saint John, disparu lors de la Guerre du Viêt Nam. Hawke et Santini sont ensuite rejoints par Caitlin O'Shannessy, qui travaille pour Santini Air et sert de pilote de remplacement pour Supercopter.
Au bout de plusieurs années, Hawke finit par retrouver son frère Saint John. Ce dernier prend la place de Dominic lorsque celui-ci est tué dans l'explosion d'un hélicoptère de la Santini Air, au cours d'un attentat perpétré contre Springfellow, qui décide alors de laisser Supercopter à son frère.

## Distribution
- Ernest Borgnine (VF : Henry Djanik) : Dominic « Dom » Santini (saisons 1 à 3)
- Jan-Michael Vincent (VF : Patrick Poivey puis Guy Chapellier) : Springfellow Hawke (« Stringfellow Hawke » en version originale ; saisons 1 à 3 et 1 épisode de la saison 4)
- Alex Cord (VF : Francis Lax) : Michael Coldsmith-Briggs III - nom de code « Archangel » (saisons 1 à 3)
- Jean Bruce Scott (VF : Séverine Morisot) : Caitlin O'Shannesy (saisons 2 à 3)
- Deborah Pratt (VF : Sophie Réal) : Marella (saisons 1 et 2)
- Barry Van Dyke (VF : Bernard Tiphaine) : Saint John Hawke (saison 4)
- Geraint Wyn Davies (en) : le major Mike Rivers (saison 4)
- Michele Scarabelli (en) (VF : Catherine Lafond) : Jo Santini (saison 4)
- Anthony Sherwood (en) (VF : Pascal Renwick) : Jason Locke (saison 4)
- David Hemmings (VF : Raymond Loyer) : le Dr Charles Henry Moffet (créateur de Supercopter dans les deux épisodes pilotes)
- Belinda Bauer :  (VF : Emmanuèle Bondeville) : Gabrielle Ademaur (dans les deux épisodes pilotes)
- Shannen Doherty : (vf: )  : (saison1, épisode 4)

## Épisodes

### Première saison (1984)
1. Trafic de filles (Shadow of the Hawke) (Épisode pilote de 90 min) en 2 parties de 45 min
2. Détournement (Daddy's Gone a Hunt'n)
3. La Morsure du chacal (Bite of the Jackal)
4. Récupération (Proof Through the Night)
5. Les Cascadeurs (One Way Express)
6. Les Échos du passé (Echos From the Past)
7. Vengeance (Fight Like a Dove)
8. Rançon (Mad Over Miami)
9. Les Mercenaires (And They Are Us)
10. Le Simulateur (Mind of the Machine)
11. Cache-cache (To Snare a Wolf)

### Deuxième saison (1984-1985)
1. L'Évasion (Sweet Britches)
2. Lumières dans le désert (Firestorm)
3. Le Spectre de Charles Henri Moffett (Moffet's Ghost)
4. Le Roi de la pègre (The Truth About Holly)
5. La Chasse à l'homme (The Hunted)
6. Arrestation (Sins of the Past)
7. Opération suicide (Fallen Angel)
8. HX1 (HX 1)
9. Vol 093 (Flight #093 is Missing)
10. Le Héros (Once a Hero)
11. La Villa dans le désert (Random Target)
12. Contamination (Condemned)
13. Actes de violence (The American Dream)
14. À la recherche de Loki (Inn at the End of the Road)
15. Un héritage convoité (Santini's Millions)
16. Mission présidentielle (Prisoner of Yesterday)
17. La Vengeance (Natural Born)
18. Une étoile doit briller (Out of the Sky)
19. Machination (Dambreakers)
20. Espoirs déçus (Severance Pay)
21. Le Mont Catherine (Eruption)
22. Soif d'aventures (Short Walk to Freedom)

### Troisième saison (1985-1986)
1. Jeu truqué (The Horn of Plenty)
2. Les Frères ennemis (Airwolf II)
3. L'Éclaireur (And a Child Shall Lead)
4. Le Regard du médium (Fortune Teller)
5. La Dernière Chance (Crossover)
6. Le Fil d'Ariane (Kingdom Come)
7. L'Envol de l'aigle (Eagles)
8. Annie Oakley (Annie Oakley)
9. L'École de la jungle (Jennie)
10. La Clef du souvenir (The Deadly Circle)
11. Le Culte du père (Where Have All the Children Gone ?)
12. La Route blanche (Half-Pint)
13. Le Brasier (Wildfire)
14. Le Duel inachevé (Discovery)
15. L'Argent comptant (Day of Jeopardy)
16. La Marâtre (Little Wolf)
17. La Cible (Desperate Monday)
18. La Détermination de Hawke (Hawke's Run)
19. L'Évasion de Santa Paula (Break In at Santa Paula)
20. Double identité (The Girl Who Fell From the Sky)
21. Si j'avais des jambes (Tracks)
22. Les Oiseaux du paradis (Birds of Paradise)

### Quatrième saison (1987)
1. Black jack (Blackjack)
2. Évasion (Escape)
3. Une villa à louer (A Town for Hire)
4. Laurie (Salvage)
5. Fenêtres indiscrètes (Windows)
6. C'est du gâteau (A Piece of Cake)
7. Le Train de la mort (Deathtrain)
8. La Loi du silence (Code of Silence)
9. L'Accident de Stavogard : Partie 1 (Stavograd (Part 1))
10. L'Accident de Stavogard : Partie 2 (Stavograd (Part 2))
11. Parole de mime (Mime Troupe)
12. Le Virus X (X-Virus)
13. La Taupe (Rogue Warrior)
14. Kamikaze (Ground Zero)
15. L'Ange gardien (Flowers of the Mountain)
16. La Clé (The Key)
17. L'Agent double (On the Double)
18. La Tempête (Storm Warning)
19. La Fille aux cheveux d'or (The Golden One)
20. Le Grand-maître (The Puppet Master)
21. Malduke (Malduke)
22. Réseau d'opium (Poppy Chain)
23. Pour un monde nouveau (Flying Home)
24. Bienvenue au paradis (Welcome to Paradise)

## Supercopter

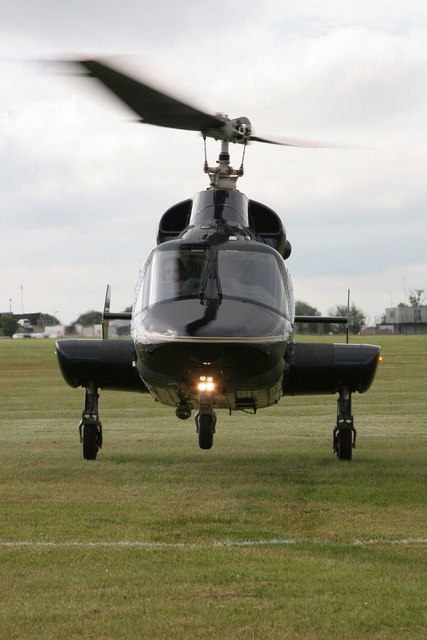
Un hélicoptère Bell 222 civil.

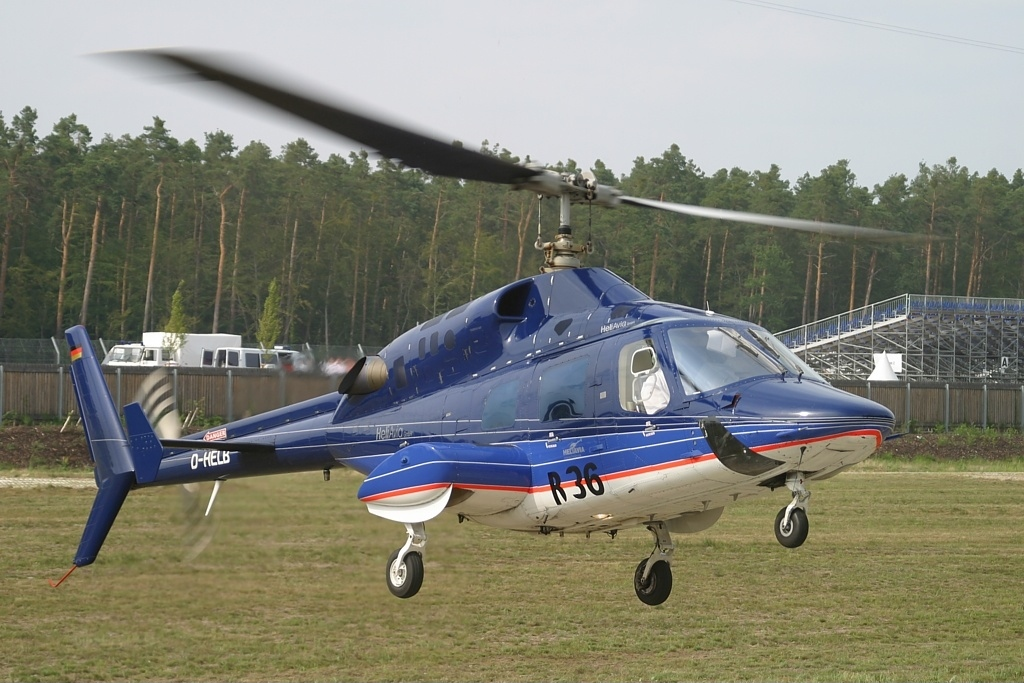
Un hélicoptère Bell 222B.

L'hélicoptère utilisé dans la série est en fait un véritable Bell 222 civil, construit par la société Bell Helicopter, modifié pour les besoins de la série en hélicoptère de combat par JetCopters Inc, société spécialisée dans les tournages aériens et située sur l'aéroport de Van Nuys en Californie. Il est peint en noir sur le dessus et blanc en dessous, de façon à présenter une apparence agressive d'orque.
Inspiré par la technologie militaire américaine de l'époque (AH-1 Cobra, AH-64 Apache), Supercopter en reprend certaines caractéristiques techniques (blindage, radars, contre-mesures) et armements existants (AGM-65 Maverick, AGM-114 Hellfire, AIM-9 Sidewinder) mais une très grande partie de ses moyens extraordinaires sont de la pure fiction, en particulier sa capacité à voler à vitesse supersonique grâce à la post-combustion de deux turboréacteurs placés sur le côté de l'hélicoptère. De plus, il réalise des manœuvres impossibles pour un Bell 222 comme des loopings et tonneaux.
Les modifications extérieures furent faites à base d'éléments rapportés en plastique, aluminium et fibre de verre. Le but était de permettre à l'hélicoptère de conserver au mieux les caractéristiques de vol originales (poids) pour les scènes en extérieur. Tous les gros plans sur l'armement en action furent filmés en studio, sur plusieurs reproductions à différentes échelles. Les scènes avec les acteurs à l'intérieur du cockpit l'ont été sur une maquette à l'échelle 1, l'original n'ayant qu'une très lointaine ressemblance avec celui imaginé pour Supercopter. C'est justement pour camoufler le vrai cockpit à la vue des téléspectateurs que les vitres du Bell 222 utilisé pour le tournage furent teintées en noir.
À la fin de la quatrième saison (1987), l'hélicoptère utilisé dans la série — numéro de série 47 085 — est revendu comme hélicoptère médicalisé à un exploitant ouest-allemand, la « Hubschrauber Sonder Dienst », après une remise en état complète de la machine (démontage des modifications de cinéma, nouvelle peinture). Pris dans un orage alors qu'il revenait d'une évacuation médicale à proximité de Berlin, il s'écrase le 6 juin 1992, tuant ses trois occupants (pilote, médecin et assistante).

## Production

### Contexte et inspiration
La série s'inscrit dans une mode de l'époque à Hollywood, qui voyait des justiciers utiliser des véhicules dotés d'une technologie futuriste (Tonnerre mécanique, K2000, Police 2000, Automan).
La série pouvait être inspirée par le succès du film Tonnerre de feu (Blue Thunder). Celui-ci a aussi fait l'objet d'une série dérivée propre, mais moins populaire puisqu'elle n'a même pas duré une saison. Donald P. Bellisario déclara à l'époque que l'idée de la série lui était venue sur le tournage d'une autre série, Magnum, P.I., avec Tom Selleck. C'est durant un vol au ras de vagues dans l'hélicoptère de l'ami de Magnum, Terry, (un Hugues 500 noir, jaune et orange) qu'il eut l'idée d'une série dont l'hélicoptère serait le personnage principal.

### Tournage

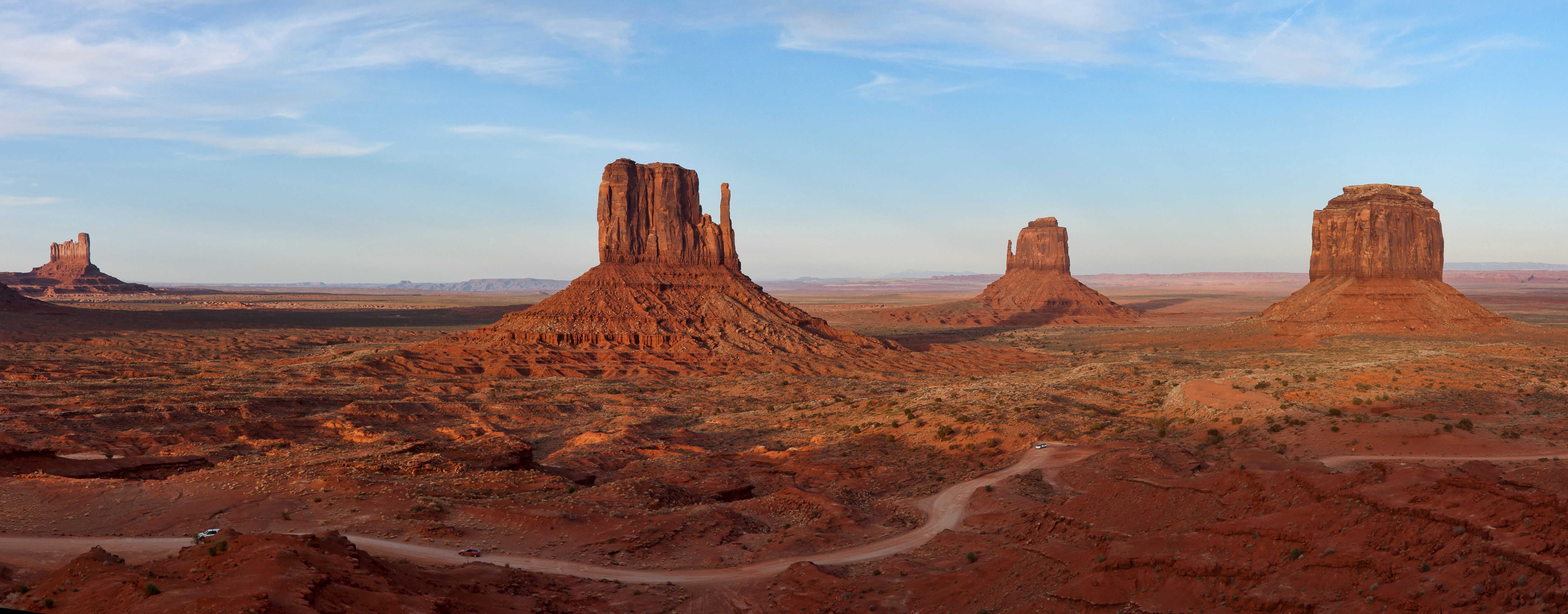
Monument Valley.

Les producteurs n'ayant pas reçu d'autorisation de survoler des villes, la série avait un look dépaysant de « campagne et de fin du monde » avec le tournage se déroulant dans des zones désertiques de Californie, d'Arizona et du Nevada.
Supercopter est souvent identifié à tort comme ayant été filmé dans la vallée des Dieux (en raison d'une mention dans un épisode), mais en fait a été filmé à Monument Valley.
Lorsque Supercopter devait affronter des avions de combat « ennemis », les réalisateurs utilisaient des incrustations à base d'images d'archives de l'US Air Force et de l'US Navy des années 1960 et 1970, car la série n'avait aucun soutien matériel de la part du département de la Défense des États-Unis. Les défauts de qualité d'images étaient alors particulièrement visibles et souvent anachroniques.
Durant le tournage de la série, un hélicoptère s'est écrasé et la doublure de Hawke a été tuée. Un hommage lui a été rendu à la fin de l'épisode Natural Born.
Le créateur Donald P. Bellisario et Deborah Pratt (qui joue l'assistante d'Archangel) se sont rencontrés sur la série et se sont mariés. Lorsque Bellisario a quitté la série au début de la troisième saison, mécontent de la tournure qu'elle prenait, il a emmené Pratt avec lui. Voilà pourquoi, dès la troisième saison, Archangel a une multitude d'assistantes différentes, toutes habillées en blanc.
La série est aussi connue pour les déboires rencontrés, lors de son tournage, par l'acteur principal Jan-Michael Vincent. En effet, alors que la série marche plutôt bien, celui-ci est rongé par des problèmes d'alcoolisme qui prennent de plus en plus le pas sur sa carrière d'acteur, le rendant finalement insupportable, de là même à se rendre sur les plateaux de tournages totalement ivre. Dès lors, les producteurs de Supercopter se voient dans l'obligation de l'évincer de la série à la quatrième saison. Un stratagème est alors mis en place au niveau du scénario afin de permettre à la série de continuer : il s'agit de l'attentat mortel perpétré contre Springfellow Hawke et Dominic Santini, qui disparaissent de l'écran au début du premier épisode de la quatrième saison. Dominic Santini n'apparaîtra d'ailleurs que quelques secondes au début du premier épisode de la quatrième saison, il ne s'agira pas d'Ernest Borgnine mais d'une doublure peu ressemblante. C'est le frère retrouvé de Springfellow qui prend alors sa place de pilote. Mais la série n'y survit guère, le public n'adhérant pas au scénario — la disparition soudaine de Springfellow étant jugée peu crédible — et au nouvel acteur qui joue le rôle de son frère, les audiences baissent. Supercopter s'arrête donc à la fin de sa 4e saison.

### Version française
Le doublage français a changé le nom de « Stringfellow » en « Springfellow » (sauf dans les épisodes doublés par Patrick Poivey, qui conservent par ailleurs le nom Airwolf au lieu de Supercopter).

## Postérité
L'hélicoptère utilisé dans Supercopter apparaît dans un épisode de la série l’Agence tous risques (« Le Jugement dernier - 1re partie »).

## Produits dérivés

### Maquettes et modèles réduits

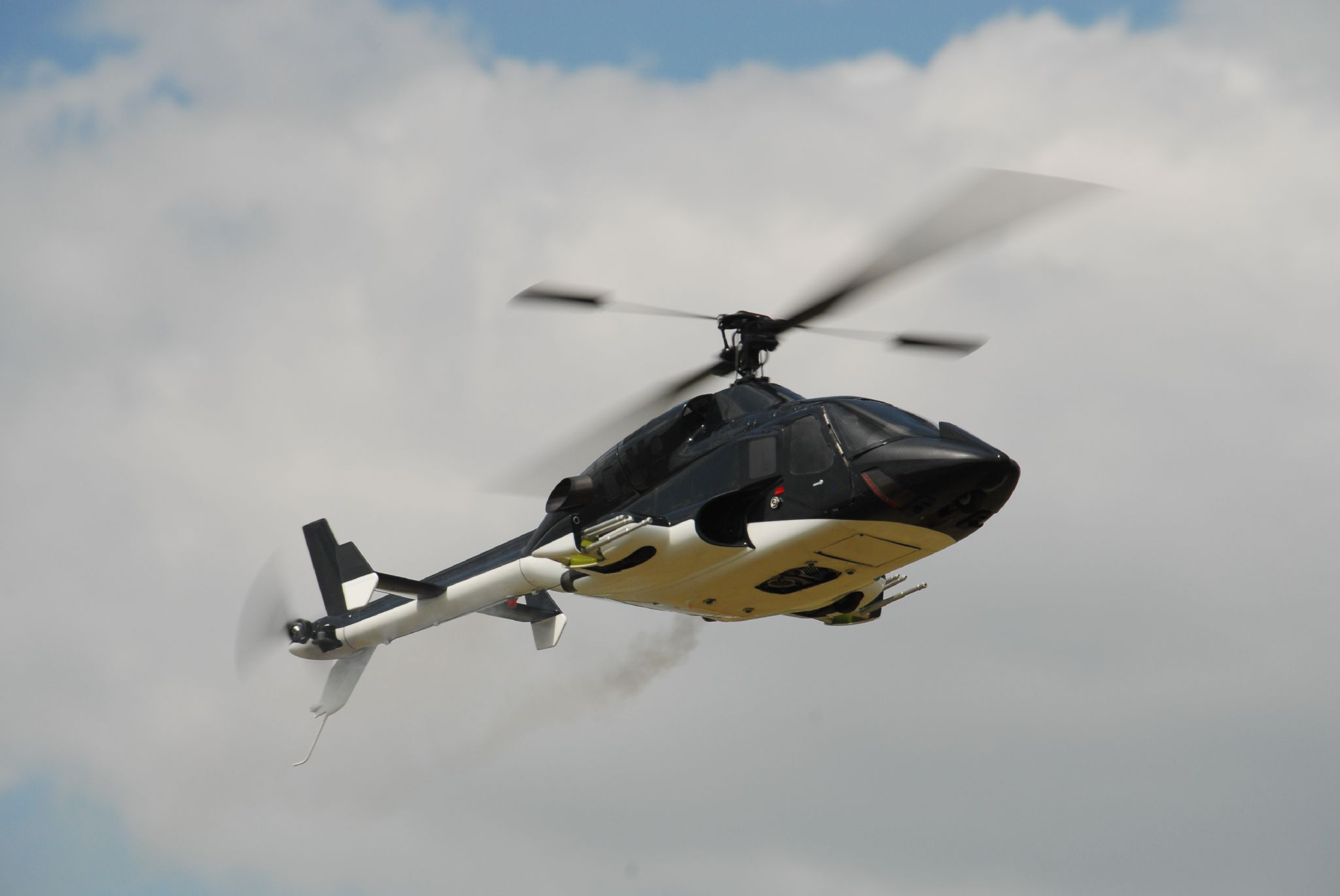
Un hélicoptère radiocommandé, copie de Supercopter.

La marque américaine de modèle réduit AMT/ERTL a produit au début des années 1990 une maquette à assembler de Airwolf à l'échelle (proportion) 1/48e.
Des kits pour hélicoptère radiocommandé (RC) de Supercopter existent également, créés par des sociétés ou des amateurs.
En 2015, la marque Aoshima sort une reproduction au 1/48e, en métal injecté (diecast) de l'Airwolf de la série avec des accessoires interchangeables et une multitude de détails.

### Jeux vidéo
- Airwolf (1984) sur Sinclair ZX Spectrum, premier jeu vidéo issu de la licence Supercopter (Airwolf). Le joueur pilote l'hélicoptère dans un souterrain.
- En 1987, Un jeu pour borne d'arcade inspiré de la série a été produit par la société Kyugo[6], qui en sortit également une version sur console Famicom l'année suivante.

## Éditions vidéo
La série est sortie dans son intégralité chez Universal Pictures Vidéo France :
- Supercopter, L'intégrale de la Saison 1 (coffret de 4 DVD de 11 épisodes) sorti le 20 juin 2006. (ASIN B000F0H4MC) ;
- Supercopter, L'intégrale de la Saison 2 (coffret de 6 DVD de 22 épisodes) sorti le 27 mars 2007. (ASIN B000MQCAPA) ;
- Supercopter, L'intégrale de la Saison 3 (coffret de 6 DVD de 22 épisodes) sorti le 28 août 2007. (ASIN B000R7G82A) ;
- Supercopter, L'intégrale de la Saison 4 (coffret 6 DVD de 24 épisodes) sorti le 27 juillet 2010. (ASIN B003H7SR94) ;
- Supercopter, L'intégrale de la série (coffret de la collection Vintage) ;
- Supercopter, intégrale Blu-ray, sortie en septembre 2020.

## Parodie ou références dans d'autres productions cinématographiques
Dans le téléfilm La Classe américaine, se trouve une courte scène dans laquelle on retrouve les deux acteurs principaux des trois premières saisons. A base de scènes détournées d'autres films, le réalisateur fait tenir aux deux personnages un dialogue humoristique et improbable où l'un propose à l'autre de créer la série « Supercopter  ». Mais leur destin se révèle funeste puisque leur appareil s'écrase contre une montagne.